# Jean VIII César Rousseau de La Parisière

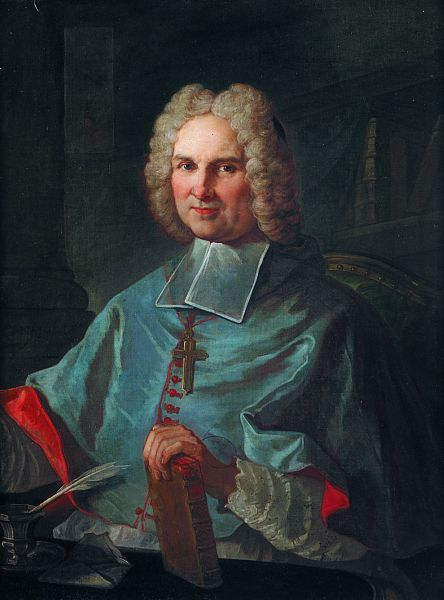
Bisschop-abt Rousseau de La Parisière

Jean VIII César Rousseau de La Parisière (Poitiers, 3 mei 1667 – Nîmes, 15 november 1736) was bisschop van Nîmes van 1710 tot zijn dood in 1736. Het cijfer VIII wijst naar de 8e bisschop van Nîmes met de naam Jean.

## Levensloop
Rousseau de La Parisière werd tot bisschop gekozen in het jaar 1710. Een jaar later wijdde kardinaal de Noailles, aartsbisschop van Parijs hem tot bisschop. In 1732 werd Rousseau de La Parisière bovendien titulair abt van de benedictijnenabdij van Saint-Gilles in zijn eigen bisdom. In de lijst van abten werd zijn naam opgetekend als Jean VII, als de 7e abt met de naam Jean.
- Bibliothèque nationale de France: cb107368506 (data)
- Gemeinsame Normdatei: 104204249
- International Standard Name Identifier: 0000 0001 2280 8156
- Library of Congress Control Number: nr2005009789
- Nationale Bibliotheek van Tsjechië: xx0120412
- Nederlandse Thesaurus van Auteursnamen: 266299881
- Système universitaire de documentation: 110572726
- Trove: 1499745
- Virtual International Authority File: 61983159
- WorldCat: E39PBJbxGkJW78CpGxGRm6RqcP